# Пейн, Джон Ноулз
Джон Ноулз Пейн (англ. John Knowles Paine; 9 января 1839 — 25 апреля 1906) — американский композитор.
Родился в музыкальной семье. Его отец был преподавателем музыки. Один дядя был органистом, другой был композитором. В 1850-х годах Пейн брал уроки игры на органе у Германа Коцшмара. Изучал композицию у Вильгельма Фридриха Випрехта и игру на органе у Карла Августа Хаупта в Германии. Вернувшись в США в 1861 году, преподавал в Гарвардском университете на протяжении 43 лет. Вместе с Джорджем Чедуиком, Артуром Футом, Эдуардом Мак-Доуэллом, Эми Бич и Горацио Паркером составлял так называемую Бостонскую шестёрку — круг композиторов, внёсших значительный вклад в становление американской академической музыки.
Написал оперу «Азара», две симфонии, ораторию «Святой Пётр» для хора и оркестра, органные произведения.